# The Ridenhour Prizes
Mit den Ridenhour Prizes werden seit 2004 jährlich in mehreren Kategorien Personen ausgezeichnet, die durch ihre aufklärerische Arbeit dem Gemeinnutzen dienen und sich für größere soziale Gerechtigkeit oder eine gerechtere Gesellschaft einsetzen. Die mit je US-$ 10.000 dotierten Preise wurden gestiftet von der Fertel Foundation (die Fertel Foundation geht auf eine testamentarische Verfügung von Ruth Fertel, Gründerin der Restaurantkette Ruth’s Chris Steak House, zurück) und der Non-Profit-Organisation The Nation Institute (steht der linksliberalen Wochenschrift The Nation nahe). Der Name der Preise erinnert an den US-amerikanischen Vietnamkrieg-Veteran, Whistleblower und Journalisten Ronald Ridenhour (1946–1998), der entscheidend dazu beitrug, dass das während des Vietnamkrieges von US-Truppen verübte Massaker von My Lai bekannt und untersucht wurde. Die Preisgelder werden überwiegend durch Spenden finanziert.
Preise werden in den folgenden Kategorien verliehen:
- The Ridenhour Courage Prize
- The Ridenhour Book Prize
- The Ridenhour Prize for Truth-Telling
- The Ridenhour Documentary Film Prize (seit 2011)

## Preisträger

### The Ridenhour Courage Prize
- 2004: Daniel Ellsberg
- 2005: Seymour Hersh
- 2006: Gloria Steinem
- 2007: Jimmy Carter
- 2008: Bill Moyers
- 2009: Bob Herbert
- 2010: Howard Zinn (postum)
- 2011: Russ Feingold
- 2012: John Lewis
- 2013: James E. Hansen
- 2014: Frederick A.O. Schwarz, Jr.
- 2015: James Risen
- 2016: Jamie Kalven
- 2017: Anna Deavere Smith
- 2018: Tarana Burke
- 2019: George Soros
- 2020: Denis Hayes
- 2021: Jose Andres
- 2022: Anita Hill

### The Ridenhour Book Prize
- 2004: Deborah Scroggins für Emma's War: An Aid Worker, Radical Islam, and the Politics of Oil – A True Story of Love and Death in the Sudan
- 2005: Adrian Nicole LeBlanc für Random Family: Love, Drugs, Trouble, and Coming of Age in the Bronx
- 2006: Anthony Shadid für Night Draws Near: Iraq's People in the Shadow of America's War
- 2007: Rajiv Chandrasekaran für Imperial Life in the Emerald City: Inside Iraq's Green Zone
- 2008: James Scurlock für Maxed Out: Hard Times in the Age of Easy Credit
- 2009: Jane Mayer für The Dark Side: The Inside Story of How the War on Terror Turned Into A War on American Ideals
- 2010: Joe Sacco für Footnotes in Gaza
- 2011: Wendell Potter für Deadly Spin: An Insurance Company Insider Speaks Out on How Corporate PR is Killing Healthcare and Deceiving Americans
- 2012: Ali H. Soufan für The Black Banners: The Inside Story of 9/11 and the War Against al‐Qaeda
- 2013: Seth Rosenfeld für The FBI’s War on Student Radicals, and Reagan’s Rise to Power
- 2014: Sheri Fink für Five Days at Memorial: Life and Death in a Storm-Ravaged Hospital
- 2015: Anand Gopal für No Good Men Among the Living: America, the Taliban, and the War Through Afghan Eyes
- 2016: Jill Leovy für Ghettoside: A True Story of Murder in America
- 2017: Heather Ann Thompson für Blood in the Water
- 2018: Lauren Markham für The Far Away Brothers
- 2019: Eliza Griswold für Amity and Prosperity
- 2020: Chanel Miller für Know My Name
- 2021: Claudio Saunt für Unworthy Republic: The Dispossession of Native Americans and the Road to Indian Territory
- 2022: Heather McGhee für The Sum of Us: What Racism Costs Everyone and How We Can Prosper Together

### The Ridenhour Truth-Telling Prize
- 2004: Joseph C. Wilson
- 2005: Kristen Breitweiser
- 2006: Rick S. Piltz
- 2007: Donald Vance
- 2008: Matthew Diaz
- 2009: Thomas Tamm
- 2010: Matthew Hoh
- 2011: Thomas Drake
- 2012: Eileen Foster und Daniel Davis
- 2013: Jose Antonio Vargas
- 2014: Edward Snowden und Laura Poitras
- 2015: Aicha Elbasri
- 2016: Mona Hanna-Attisha
- 2017: Daniela Vargas
- 2018: Carmen Yulín Cruz Soto
- 2019: Scott Allen, Pamela McPherson, Scott Shuchart
- 2020: Rick A. Bright
- 2021: Cariol Horne
- 2022: Anika Collier Navaroli

### The Ridenhour Documentary Film Prize
- 2011: Julia Bacha, Ronit Avni und Rula Salameh für Budrus
- 2012: Rachel Libert und Tony Hardmon für Semper Fi: Always Faithful
- 2013: Kirby Dick und Amy Ziering für The Invisible War
- 2014: Dawn Porter für Gideon's Army
- 2015: Laura Poitras für Citizenfour
- 2016: Joshua Oppenheimer für The Look of Silence
- 2017: Sonia Kennebeck für National Bird
- 2018: Joe Piscatella für Joshua: Teenager vs. Superpower
- 2019: Alexandria Bombach für On Her Shoulders
- 2020: Nanfu Wang und Jialing Zhang für One Child Nation
- 2021: Ramona S. Diaz für A Thousand Cuts
- 2022: Stanley Nelson und Traci A. Curry für Attica

### Spezialpreise
- 2009: Nick Turse – The Ridenhour Prize for Reportorial Distinction